# Вольт (мультфильм)
«Вольт» (англ. Bolt, произносится [bəʊlt]) — полнометражный компьютерный анимационный фильм 2008 года производства американской студии Walt Disney Animation Studios (её 48-й мультфильм) режиссёров Криса Уильямса и Байрона Ховарда. Исполнительный продюсер — Джон Лассетер. Премьера состоялась в Лос-Анджелесе 17 ноября 2008 года. Мультфильм «Вольт» участвовал в нескольких номинациях престижных премий кинематографа, анимации и музыки. Номинировался на кинопремию «Оскар» как лучший анимационный фильм 2008 года.
Основная концепция фильма — передать зрителям особый характер отношений девочки-актрисы и преданного ей пса на фоне двух противоположностей: выдуманной окружающей среды, созданной киноиндустрией, и сурового реального мира. Сюжет основан на приключениях белого пса по имени Вольт, принимавшего участие в съёмках приключенческого телевизионного шоу вместе со своей хозяйкой — девочкой-подростком Пенни. По сюжету Вольт обладал необычайными способностями, в которые искренне верил, думая, что всё происходит на самом деле. Но однажды он случайно оказался в реальном мире — один, в другом городе. Несмотря на это, Вольт, с помощью новых друзей, добрался до своего дома и смог спасти Пенни, едва не погибшую в результате несчастного случая в съёмочном павильоне.
В озвучивании принимали участие Джон Траволта, Майли Сайрус, Сьюзи Эссман, Марк Уолтон, Малкольм Макдауэлл.
Мультфильм снят с возможностью просмотра в стереоскопическом формате 3D под маркой «Disney Digital 3D». При его создании применялись самые передовые технологии компьютерной анимации, использованы особые приёмы при отображении реалистичности окружающего мира. Мультфильм имеет рейтинг «PG» по системе оценки содержания Американской киноассоциации из-за сцен с погонями и взрывами.
В США в первый уик-энд мультфильм «Вольт» занял третье место по сборам, обогнав «Квант милосердия» и «Сумерки», и заработал при этом более 26 млн долларов. Во второй уик-энд фильм переместился на вторую строчку кассовых сборов, опередив фильм «Четыре Рождества». В России кассовые сборы мультфильма «Вольт» в первые выходные составили более 120 млн рублей, что позволило ему занять второе место по сборам за этот период. В следующие выходные фильм стал лидером проката, обогнав по сборам «Перевозчик 3» и «Сумерки».

## Сюжет
Девочка по имени Пенни и её пёс Вольт участвуют в съёмках телесериала, в котором Вольт с помощью фантастических технологий наделён сверхспособностями. По сюжету сериала, Пенни и Вольт противостоят гнусному злодею — доктору Калико (он же — Зеленоглазый, любитель кошек), который похитил отца Пенни, учёного, превратившего Вольта в суперпса.
После очередной победы над целой армией наёмников Зеленоглазого, пытавшихся похитить Пенни для шантажа её отца, который отказался работать во вред человечеству, съёмочный день кончается, но только не для Вольта. По замыслу хитрых и алчных кинодельцов, пёс не должен знать, что он всего-навсего актёр, а его способности — ультразвуковой Супергавк, стреляющие лазерами глаза, невероятная сила — лишь результат применения суперсовременных технологий съёмочного процесса. «Пока пёс верит — зритель верит» — девиз режиссёра. Цель голливудского агента — удержать Пенни, которая искренне любила Вольта и за пределами сценария. Он жил в трейлере на киностудии и кроме съёмочной площадки ничего не видел, а поэтому ничего не знал о жизни настоящей собаки, а Пенни запрещали взять Вольта домой на выходные. Чтобы вызвать реалистичное отчаяние в душе Вольта (для поднятия рейтингов), по изменённому сценарию Зеленоглазый похищает Пенни и обещает, что пёс больше никогда не увидит свою хозяйку. После съёмок этой серии Вольта относят в его трейлер, откуда он сбегает, чтобы освободить девочку. При неудачной попытке пробить окно здания в реальном мире Вольт теряет сознание и падает в коробку с пенопластом. Коробку оформляют как посылку и отправляют из Лос-Анджелеса в Нью-Йорк, не заметив в ней собаку.

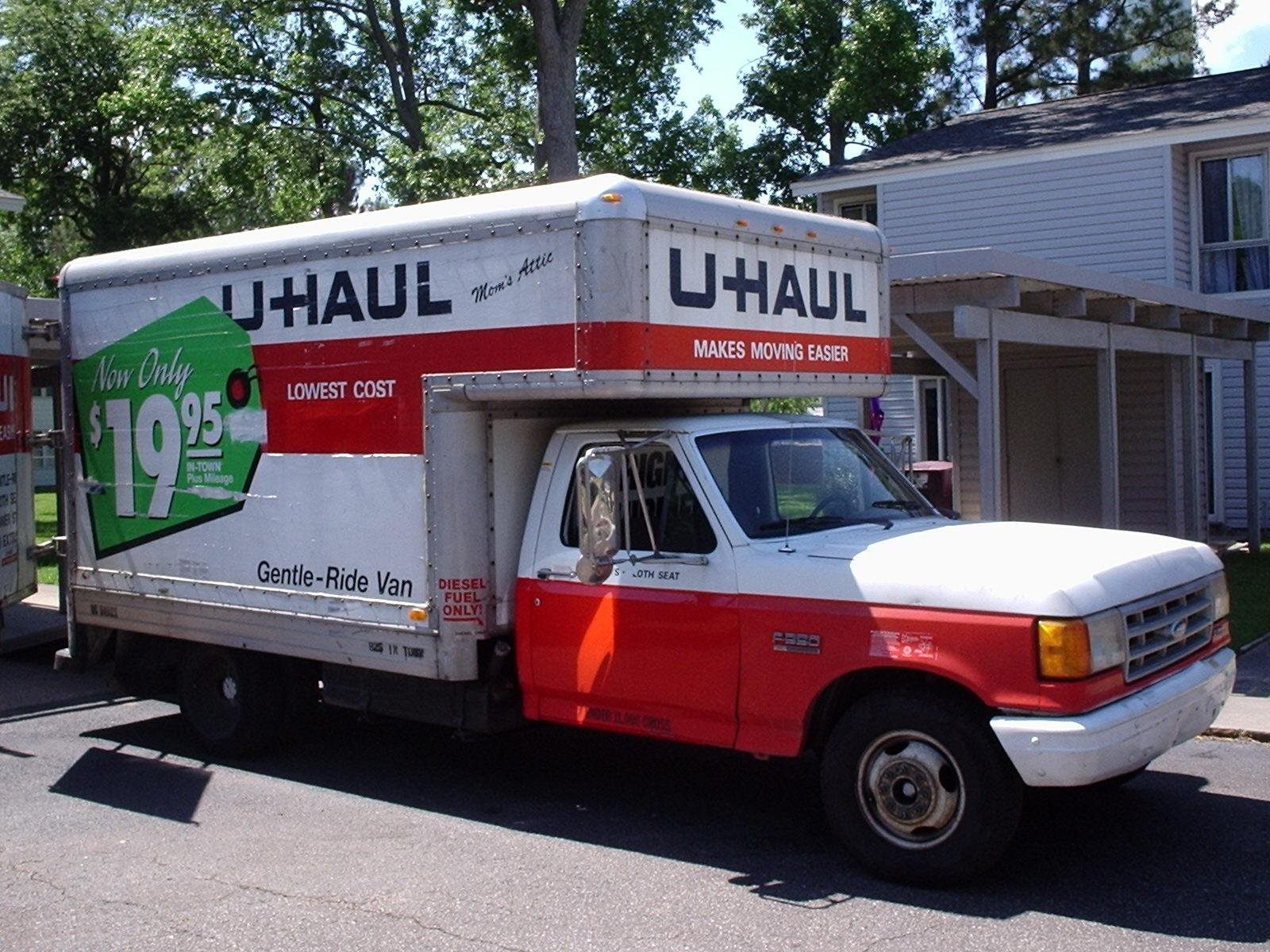
Экипаж грузовика U-Haul принял участие в путешествии главных героев, не догадываясь об этом

Вольт оказывается в чужом городе в реальной жизни, в которой всё не так, как в кино, однако он этого не знает, но уверен, что сверхспособности ему помогут в поисках Пенни. Так как для Вольта все кошки — союзники зеленоглазого злодея Калико, он захватывает в плен совершенно другую — бездомную кошку по имени Варежка, привязывает к своему поводку и обещает отпустить её после того, как они найдут Пенни. Через некоторое время Варежка понимает, кто такой Вольт, и так как ей всё равно некуда деваться, она начинает учить его приспосабливаться к условиям реального мира, в котором Вольт никогда не был. В одном из кемпингов они случайно встречают помешанного на сериалах и боевиках хомяка Рино. Рино живёт в удобном пластмассовом шаре и целыми днями не отходит от экрана телевизора. Вольт — его любимый киногерой. Бесстрашный Рино просит Вольта взять его с собой, чтобы помочь найти его хозяйку. По пути Вольт окончательно убеждается, что все его фантастические умения — всего лишь выдумка, но обнаруживает у себя и другие способности — самые настоящие, которые есть у собак. Передвигаясь пешком, на автомобилях и поездах, днём и ночью, в жару и в ливень, путники становятся закадычными друзьями.
В это время в Голливуде агент Пенни, отчаявшейся искать своего друга, хитростью уговаривает её продолжать сниматься в сериале, но только с псом, внешне похожим на Вольта. Пенни не нравится эта идея: она всё ещё скучает по своему Вольту. Во время остановки в Лас-Вегасе Варежка, подумав о том, что вдруг и Пенни, и её забота о Вольте тоже выдумка, предлагает ему не возвращаться домой, а остаться жить на улице в комфортабельных коробках, так как на себе испытала людские ложь и неблагодарность, когда она — в прошлом домашняя кошка — оказалась выброшена на улицу. Вольт не может поверить, что Пенни притворяется, и в нём теплится надежда, что это не так.
Добравшись до Голливуда и своей киностудии, Вольт оказывается там в тот момент, когда происходят съёмки возвращения «Вольта» к Пенни. Настоящий Вольт разочаровывается и не показывается хозяйке на глаза. Через несколько минут начинаются съёмки следующего эпизода, лже-Вольт пугается и убегает, опрокинув факелы-декорации. В съёмочном павильоне разгорается сильный пожар. Связанная по сценарию, Пенни остаётся внутри и начинает звать на помощь. Вольт, уже отошедший от павильона, слышит крики и опять бежит к Пенни. При помощи своих друзей он проникает в горящее здание и пытается помочь выбраться Пенни, оказавшейся заблокированной среди падающих горящих декораций и съёмочного оборудования. Так как выход оказывается завален, Вольт и Пенни направляются к вентиляционному люку. Очень узкое отверстие вентиляции позволяет выбраться только Вольту, однако он остаётся с Пенни, которая, надышавшись токсичного дыма, падает без чувств. Вспомнив о Супергавке, Вольт из последних сил начинает лаять. Слабый собачий лай усиливается в вентиляционном канале, и его слышат пожарные. Они разбирают стену рядом с вентиляцией и вытаскивают девочку и пса, потерявшего сознание и ставшего пепельно-серым от дыма. Мама Пенни говорит агенту, что её дочь больше не будет участвовать в съёмках.
Мультфильм заканчивается сценой в загородном доме, где Вольт, Варежка, Рино, Пенни и её мама смотрят новую серию приключений «Вольта» и «Пенни» — с инопланетянами. Пенни делает фотографию, вместе с ней туда попадают Вольт, Варежка и Рино. Рино переключает программы на телевизоре, мама Пенни расчёсывает Варежку, а Пенни и Вольт выходят играть на улицу.

## Роли озвучивали
| Актёр              | Роль         |
| ------------------ | ------------ |
| Джон Траволта      | Вольт        |
| Майли Сайрус       | Пенни        |
| Сьюзи Эссман       | Варежка      |
| Марк Уолтон        | Рино         |
| Малкольм Макдауэлл | Зеленоглазый |
| Грег Германн       | агент Пенни  |
| Джеймс Липтон      | режиссёр     |
| Грей Делайл        | мама Пенни   |
| Джефф Беннетт      | Ллойд        |

## Создание мультфильма

### Начало работы. «Американский пёс»
В январе 2006 года студии Disney и Pixar объявляют о своём слиянии, в результате чего в Walt Disney вернулся Джон Лассетер, уже в качестве креативного директора. Данное назначение, предположительно, должно было спасти отдел художественной анимации, работы которого в то время давно уже потеряли популярность. Вместе с Эдом Катмуллом, президентом Pixar и Disney, он запустил в производство несколько новых проектов.
Режиссёром одного из этих проектов, получившего тогда название «Американский пёс» (англ. American Dog), был назначен Крис Сандерс, ранее работавший над мультфильмом «Лило и Стич». По его изначальной задумке главным героем становился пёс Генри, который, являясь звездой телеэкрана, неожиданно оказывался посреди пустыни Невада. В результате он был вынужден добираться домой при помощи своих новых друзей — кошки с повязкой на глазу и гигантского радиоактивного кролика. Предоставленные Сандерсом публичные концепт-арты получили положительные отзывы критиков, которые назвали их «аппетитными», «чистой магией», особо отметив «живописную текстуру и освещение, мягкие контуры вокруг персонажей и насыщенную цветовую палитру». Тем не менее, руководство Disney, предположительно, посчитало стилистику нового мультфильма слишком необычной и потребовало создать нечто более «мейнстримное».
13 декабря 2006 года в отделе художественной анимации Disney начались временные сокращения, от которых пострадали многие аспекты производства. В тот же день Крис Сандерс, к своему большому неудовольствию, был вынужден покинуть кресло режиссёра. Вероятной причиной этого стало его несогласие изменить стилистику «Американского пса». На его место были приглашены Крис Уильямс и Байрон Ховард, которые полностью изменили концепцию Генри, сделав акцент на отношениях преданного пса и его хозяйки. Имя пса Генри изменили на Омега, а впоследствии он стал Вольтом (в оригинале — Болт, от англ. lightning bolt — «молния»). Из-за такой глубокой переработки сценария фильм пришлось переделать за довольно короткий срок в 18 месяцев, чтобы успеть его сдать в назначенное время.

### Процесс производства

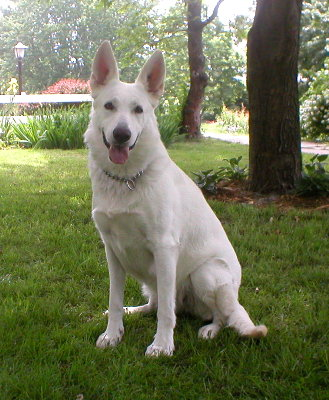
Белая швейцарская овчарка — прообраз Вольта

Мультфильм «Вольт» стал режиссёрским дебютом для сценариста Криса Уильямса, с самого начала «влюбившегося» в этот фильм, и аниматора Байрона Ховарда, которые ранее подобной работой не занимались. Уильямс большей частью занимался сценарием, монтажом и озвучиванием, Ховард — анимацией и персонажами. Процесс создания фильма проходил под руководством креативного директора и исполнительного продюсера Джона Лассетера. Уровень анимации оказался достаточно высоким, что отметили и режиссёры фильма. Особое внимание при создании образов персонажей-животных уделялось их реалистичности. Высокая степень проработки необходима была для того, чтобы зрители поверили в реалистичность персонажей и по-настоящему им сочувствовали.
Создатели персонажей провели много времени, изучая поведение настоящих собак, так как особое внимание уделялось именно главному герою. Во время проработки пса Вольта на студии находилось несколько собак, наблюдая за которыми, аниматоры вносили определённые штрихи в общий образ персонажа. Трудность заключалась в том, что собаки, особенно щенки, постоянно находятся в движении и способны внезапно полностью менять свои занятия. По словам Джо Мошье (англ. Joe Moshier) — ведущего дизайнера образов в фильме — для создания внешнего вида Вольта использовались образы разных пород собак, но за основу была взята Белая швейцарская овчарка (известная также как «американская овчарка»), характерные черты которых — длинные заострённые уши и пушистый хвост — были особо выделены. Для консультаций был приглашён профессор биологии доктор Стюарт Сумида (англ. Stuart Sumida) из Калифорнийского Государственного университета в Сан-Бернардино. Одним из самых сложных персонажей оказался Рино. Для того чтобы передать его реалистичность, на студии завели настоящего хомяка по кличке Дойнк. Чтобы полностью определить характер его передвижения, хомяка снимали на камеру снизу, когда он двигался по прозрачной поверхности. Для создания внешнего вида Рино использовали домашнюю шиншиллу Джона Лассетера. В отличие от обычных персонажей мультфильмов, Рино перемещался, находясь внутри пластмассового прозрачного шара. Программисты студии смогли с высокой точностью рассчитать физические воздействия хомяка на шар при его перемещении внутри и определить характер горизонтального перемещения системы «хомяк — шар».
Действие мультфильма происходит в разных частях Америки с различными типами ландшафта и освещения, в различное время суток и при различных погодных условиях. Авторы решили не создавать чёткие элементы фонов и задних планов, которые обычно получаются при компьютерном моделировании и выглядят нереально, а заменить рисованными аналогами, которые используют художники-пейзажисты. Художник-постановщик фонов Пол Феликс решил, что картинки заднего плана должны быть нечёткими и напоминать живописные полотна. Для сглаживания всех предметов задних планов и фона была применена специальная компьютерная программа, которая позволила создать эффект, как будто края предметов дорисованы кистью. Благодаря этому фон, окружающий персонажей в фильме, получился натуральный и лёгкий для восприятия. Режиссёр по свету Адольф Люсински совместно с Полом А. Феликсом ориентировался на фильмы 70-х годов XX века, особенно на работы режиссёра Роберта Олтмена и оператора Гордона Уиллиса, при создании фонового света. Для этих целей они оба отправились в города и местечки, в которых происходит действие фильма, чтобы зафиксировать природу и интенсивность света в тех или иных типах местности. Люсински и Феликс проехали несколько тысяч миль и накопили огромное количество необходимого материала. Их теория подтвердилась — в разных местностях свет распространялся абсолютно по-разному. Эта тенденция была использована в дальнейшем при моделировании освещённости отдельных сцен мультфильма.
Ещё одним из самых сложных моментов в создании персонажей стал один небольшой нюанс — поводок, которым были связаны Вольт и Варежка в начале фильма. Аниматоры с опаской отнеслись к этой идее. За кажущейся простотой предмета скрывалась долгая и кропотливая работа — два персонажа тянут поводок в разные стороны, под разными углами, с векторами усилия, направленными в разные, постоянно меняющиеся стороны. Кроме того, сам поводок должен был обладать реальными свойствами — весом, пластичностью, деформацией кручения и изгиба. Поначалу предполагалось анимировать поводок вручную по ключевым кадрам. Но профессиональные программисты студии через некоторое время смогли создать особую программу для расчётов положения элементов поводка в различных условиях, и его реалистичность была достигнута.
Из-за крайне напряжённого графика и энтузиазма, с которым подошли к работе над фильмом его создатели, приходилось периодически приостанавливать работу на определённые промежутки времени, чтобы дать людям отдохнуть морально и физически. Бывало, часто аниматоры задерживались допоздна, а то и вообще ночевали на работе. Для умственной разрядки в студию принесли надувной шар-зорб, который своей формой и содержанием напоминал шар хомяка Рино. Персонал студии, работающий над мультфильмом, азартно гонял в этом шаре по коридору в свободное время. Режиссёры Крис Уильямс и Байрон Ховард сообщили, что за время съёмок серьёзно похудели, так как торопились сдать мультфильм в срок и вынуждены были постоянно перемещаться между разными производствами студии. За пару месяцев до окончания срока создания фильма аниматоры-мужчины решили, что не будут бриться, пока не закончат работу. Их идею поддержали и другие сотрудники, в том числе и режиссёры. По их словам, эта идея помогла поддержать дух товарищества на напряжённом заключительном этапе работы.

«Я очень горжусь „Вольтом“ и тем фактом, что он не уступает классическим фильмам „Disney“. Юмор в этом фильме — это не просто смешные реплики. Юмор заключён в характерах самих героев. Для меня это очень важно при работе над любым фильмом. Необходимы герои, которые одновременно были бы и смешными, и симпатичными, которых можно поставить в смешные ситуации. Но просто смешных ситуаций недостаточно. Смех всегда должен идти от сердца. Уолт Дисней говорил: „Где смех, там и слёзы“. Я в это верю. И то, и другое есть в „Вольте“ — фильме, который рассказывает об эмоциональном путешествии и о той перемене, которая происходит по пути. Кроме этого, фильм интересен ещё и потому, что использует самые передовые анимационные технологии».— Джон Лассетер

### Озвучивание
Озвучивание мультфильма происходило по сложной схеме, когда актёры озвучивания произносили необходимые по сценарию фразы, а впоследствии аниматоры на основе полученных аудиоданных создавали эмоционально-динамические особенности персонажей. Сложность такой схемы заключалась в том, что актёры, озвучивающие персонажей, не видели друг друга в диалогах и руководствовались только нарисованными раскадровками и предварительными компьютерными моделями героев фильма. Иногда актёрам приходилось произносить одну и ту же фразу по 20—30 раз.
Пса Вольта озвучивал известный голливудский актёр Джон Траволта. Озвучивать главного героя — анимационного персонажа, к тому же ещё и собаку, — ему довелось впервые в жизни, однако Джону помог опыт рекламы на радио и закадрового озвучивания на телевидении в начале своей карьеры, а также — желание попробовать себя в новой области. Но в случае с анимацией Траволта должен был полностью вжиться в образ своего персонажа. Джон Лассетер заявил, что не ожидал такой трогательной реалистичной игры, аналога которой он ещё не видел. Продюсер Кларк Спенсер отметил, что у Джона слегка хрипловатый, но с богатой текстурой голос, который являлся очень удобным для аниматоров. Сам Траволта был увлечён процессом, когда видел, что на основании только одного голоса и интонаций аниматоры при помощи нарисованных картинок и собственного воображения создавали образ Вольта.
Актриса и певица Майли Сайрус, озвучивающая девочку Пенни, по словам продюсеров и режиссёров фильма, привнесла в образ своего персонажа новое свежее звучание, позволившее подчеркнуть его искренность и жизненность. Немного низковатый, с лёгким нашвиллским акцентом голос Сайрус подчеркнул реалистичность и доброту анимационной девочки. С одной стороны, Пенни актриса, с другой — обыкновенная девочка, любящая свою собаку. В момент съёмок у Майли было 5 своих собак, и если бы одна из них потерялась, она не смогла бы жить без неё. Так что в образе Пенни частично присутствовала сама Майли.
Когда подбирали голос к ироничному персонажу кошке Варежке, необходимым условием было наличие у этого голоса настоящего нью-йоркского акцента, так как бездомная кошка обитала на задворках Нью-Йорка. Сьюзи Эссман отлично подошла для этой роли. Это был её первый опыт в озвучивании персонажа мультфильма, поэтому Сьюзи готовилась к некоему стандартному образу мультфильма с тонким и смешным голоском. Однако режиссёр Крис Уильямс попросил её оставаться самой собой. Сьюзи Эссман очень любила животных, считая, что у них тоже есть чувства и эмоции, только говорить они не могут. Возможно, это и помогло Сьюзи правильно передать характер и иронию Варежки, включив в образ частицу себя.
Марк Уолтон уже давно работал на студии «Дисней» в качестве автора сценариев и художника раскадровок. Однажды при производстве черновых заготовок сценария для озвучивания хомяка Рино он произносил несколько фраз для последующей работы. Руководители проекта заметили то, что именно Уолтон отлично подходил на роль Рино, и не стали приглашать профессионального актёра озвучивания. Сообщить ему об этом решили довольно оригинальным способом. Марка попросили прийти на озвучивание, якобы для того, чтобы попробовать пару новых реплик. В конце текста приписали: «… а я озвучиваю Рино». По окончании чтения текста он сначала оторопел, а после того, как услышал, что получил эту роль, не смог сдержать радостного крика. Выяснилось, что дебют Марка Уолтона оказался очень удачным и полностью передал характер персонажа. Его просили не придумывать новый образ, а оставаться самим собой, поэтому особенность характера Рино передавала часть образа самого Уолтона.

### Создание 3D
Мультфильм «Вольт» стал первым диснеевским анимационным фильмом, созданным в формате «Disney Digital 3D». До этого такие мультфильмы, как «Цыплёнок Цыпа» и «В гости к Робинсонам», переводились в этот формат после основных съёмок за пределами студии. «Вольт» впервые был полностью снят на студии «Дисней», в том числе и его стереоскопическая версия. Создатели мультфильма решили приступить к работе над 3D-эффектами по особой схеме. Во-первых, 3D-версия снималась параллельно с основной версией фильма, кроме того, количество стереоскопических эффектов напрямую зависело от основного сюжета. Для того чтобы зрители в сценах, требующих особого внимания к персонажам или событиям, не отвлекались на стереоэффекты, их процент заметно снижали. Была создана особая десятибалльная шкала, которая позволяла оценить уровень эмоциональной нагрузки каждой сцены. Согласно ей, чем выше была эмоциональная глубина эпизода, тем менее заметными становились 3D-эффекты. На первое место создатели в этих случаях ставили сюжет и персонажей, а стереоэффекты использовались как дополнение. Но если по ходу фильма присутствовали моменты, в которых много движения и действий, стереоэффекты использовались максимально. Использование технологии плавного изменения коэффициента глубины объёмного изображения более всего возможно именно в анимационных фильмах, и это выгодно отличает их от трёхмерных художественных фильмов.

## Музыка

### Музыкальное сопровождение
Автором музыкального сопровождения мультфильма является композитор Джон Пауэлл, известный своими работами в художественных и анимационных фильмах «Без лица», «Эволюция», «Идентификация Борна», «Люди Икс», «Шрек», «Ледниковый период», «Кунг-фу панда» и многих других. Сложность работы заключалась в создании музыки двух разных типов: для динамичных и интенсивных, а также эмоциональных сцен. Пауэлл настоял на том, чтобы использовался настоящий симфонический оркестр, а не электронная синтезированная музыка, так как необходимо было оформить и вымышленный сериал с элементами боевика, и реальный мир с его радостями и грустью. В боевике большей частью использовалась динамичная музыка с акцентом на синтезатор и перкуссию. В музыкальном оформлении реальной жизни и отношений между персонажами преимущество имел симфонический подход. Классическая музыка, по задумке авторов, должна была быть более расслабленной и эмоционально насыщенной одновременно.
25 ноября 2008 года был выпущен музыкальный альбом под названием «Вольт» с темами, соответствующими определённым сценам мультфильма, и двумя дополнительными песнями.
| №                   | Название                                     | Исполнитель                 | Длительность |
| ------------------- | -------------------------------------------- | --------------------------- | ------------ |
| 1.                  | «I Thought I Lost You»                       | Майли Сайрус, Джон Траволта | 3:36         |
| 2.                  | «Barking at the Moon»                        | Дженни Льюис                | 3:17         |
| 3.                  | «Meet Bolt»                                  | Джон Пауэлл                 | 1:49         |
| 4.                  | «Bolt Transforms»                            | Джон Пауэлл                 | 1:00         |
| 5.                  | «Scooter Chase»                              | Джон Пауэлл                 | 2:29         |
| 6.                  | «New York»                                   | Джон Пауэлл                 | 1:44         |
| 7.                  | «Meet Mittens»                               | Джон Пауэлл                 | 1:25         |
| 8.                  | «The RV Park»                                | Джон Пауэлл                 | 2:14         |
| 9.                  | «A Fast Train»                               | Джон Пауэлл                 | 2:38         |
| 10.                 | «Where Were You on St. Rhino's Day?»         | Джон Пауэлл                 | 1:58         |
| 11.                 | «Sing-Along Rhino»                           | Джон Пауэлл                 | 0:42         |
| 12.                 | «Saving Mittens»                             | Джон Пауэлл                 | 1:02         |
| 13.                 | «House on Wheels»                            | Джон Пауэлл                 | 3:07         |
| 14.                 | «Las Vegas»                                  | Джон Пауэлл                 | 2:01         |
| 15.                 | «A Friend in Need»                           | Джон Пауэлл                 | 1:13         |
| 16.                 | «Rescuing Penny»                             | Джон Пауэлл                 | 3:09         |
| 17.                 | «A Real Life Superbark»                      | Джон Пауэлл                 | 0:46         |
| 18.                 | «Unbelievable TV»                            | Джон Пауэлл                 | 1:20         |
| 19.                 | «Home at Last/Barking at the Moon (Реприза)» | Джон Пауэлл, Дженни Льюис   | 1:29         |
| Общая длительность: | Общая длительность:                          | Общая длительность:         | 36:57        |

### Песни
По задумке авторов фильма, необходимо было использовать вокальную композицию, передающую переживания двух главных героев, нашедших друг друга после долгой разлуки. В итоге Майли Сайрус в соавторстве со своим продюсером Джеффри Стилом написала песню I Thought I Lost You, которую Майли спела вместе с Джоном Траволтой. Вышло так, что обычная закадровая песня получилась настолько удачной, что была даже номинирована на премию «Золотой глобус», присуждаемую Голливудской ассоциацией иностранной прессы.
Американская певица в стиле альтернативного рока и актриса Дженни Льюис исполнила песню Barking At The Moon, которая звучала во время путешествия Вольта, Варежки и Рино по Америке. По словам режиссёра мультфильма Байрона Ховарда, Льюис удалось тонко прочувствовать основную идею мультфильма и создать некий переход от динамичных композиций сериала «Вольт» к одушевлённой и ностальгической музыке, веющей «американской мечтой», что, в принципе, и требовалось. Ещё одна песня звучит в наушниках молодого рабочего, который неумышленно упаковал потерявшего сознание Вольта в посылочную коробку и отправил в Нью-Йорк. Это композиция «Dog-Face Boy» из альбома Sacrifice группы Motörhead, не вошедшая в дисковый саундтрек.

## Показ

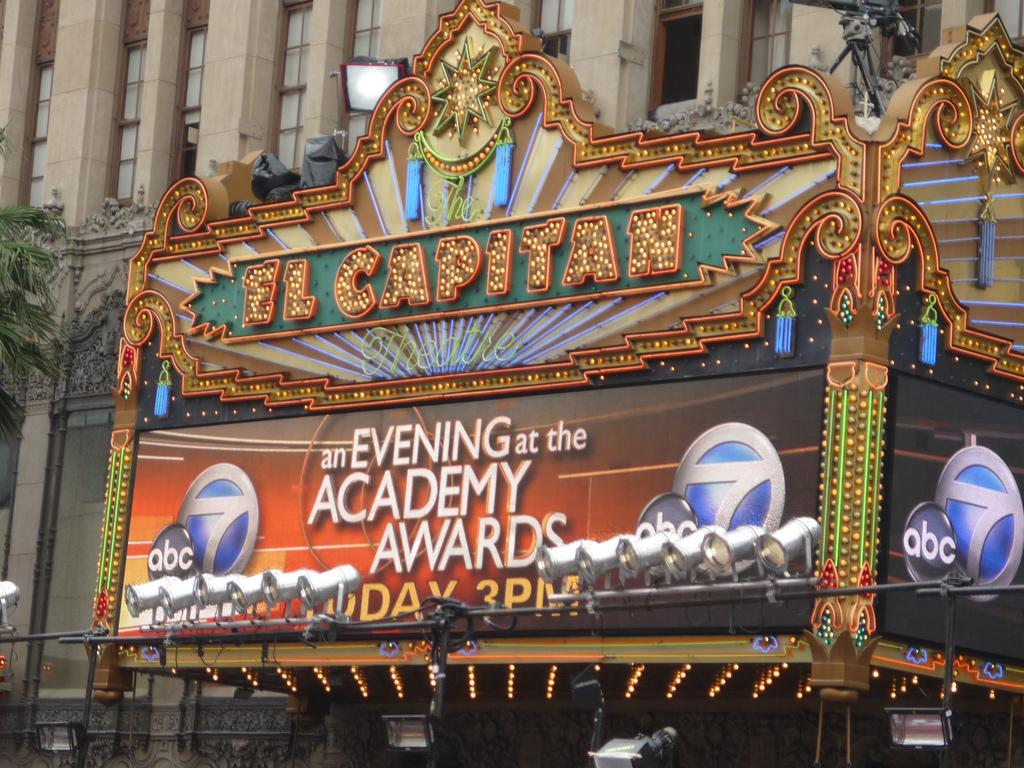
Театр «Эль-Капитан»

Премьера фильма состоялась 17 ноября 2008 года в Лос-Анджелесе, в Греческом театре «Эль-Капитан». На первом показе присутствовали известные звёзды шоу-бизнеса и деятели киноискусства, в их числе и Джон Траволта, Майли Сайрус, Сьюзи Эссман, Малкольм Макдауэлл и многие другие. Премьера была оформлена в праздничном стиле, зрители имели возможность увидеть новейшие достижения студии «Дисней» в области 3D-технологий. В американский прокат фильм вышел 21 ноября 2008 года и был приурочен к празднованию Дня благодарения.
Премьера мультфильма «Вольт» в России состоялась 25 ноября 2008 года в московском кинотеатре «Октябрь». На это мероприятие известные отечественные деятели культуры и искусства, кино- и телезвёзды пришли вместе со своими детьми. Также на премьере присутствовали актёры, участвующие в русском озвучивании фильма «Вольт». Выход в прокат в России состоялся 27 ноября 2008 года.
| Страна         | Название                                                | Дата выхода          | Примечания                                    |
| -------------- | ------------------------------------------------------- | -------------------- | --------------------------------------------- |
| США            | Bolt                                                    | 17 ноября 2008 года  | Премьера в Лос-Анджелесе                      |
| Канада         | Bolt (на английском языке), Volt (на французском языке) | 21 ноября 2008 года  |                                               |
| США            | Bolt                                                    | 21 ноября 2008 года  | Выход в прокат в США                          |
| Россия         | Вольт                                                   | 25 ноября 2008 года  | Премьера в Москве                             |
| Филиппины      | Bolt                                                    | 26 ноября 2008 года  |                                               |
| Россия         | Вольт                                                   | 27 ноября 2008 года  | Выход в прокат в России                       |
| Казахстан      | Bolt                                                    | 27 ноября 2008 года  |                                               |
| Италия         | Bolt — Un eroe a quattro zampe                          | 28 ноября 2008 года  |                                               |
| Польша         | Piorun                                                  | 28 ноября 2008 года  |                                               |
| Индонезия      | Bolt                                                    | 3 декабря 2008 года  |                                               |
| Израиль        | בולט                                                    | 4 декабря 2008 года  |                                               |
| Сингапур       | Bolt                                                    | 4 декабря 2008 года  |                                               |
| Испания        | Bolt                                                    | 5 декабря 2008 года  |                                               |
| Венесуэла      | Bolt                                                    | 5 декабря 2008 года  |                                               |
| Португалия     | Bolt                                                    | 11 декабря 2008 года |                                               |
| Египет         | بولت                                                    | 17 декабря 2008 года |                                               |
| Украина        | Вольт                                                   | 18 декабря 2008 года |                                               |
| Болгария       | Гръм                                                    | 19 декабря 2008 года |                                               |
| Мексика        | Bolt — Un perro fuera de serie                          | 19 декабря 2008 года |                                               |
| Тайвань        | ซุปเปอร์โฮ่ง หัวใจเต็มร้อย                                    | 19 декабря 2008 года |                                               |
| Чили           | Bolt — Un perro fuera de serie 3D                       | 25 декабря 2008 года |                                               |
| Перу           | Bolt — Un perro fuera de serie                          | 25 декабря 2008 года |                                               |
| Исландия       | Bolt                                                    | 26 декабря 2008 года |                                               |
| Турция         | Bolt                                                    | 26 декабря 2008 года |                                               |
| Китай          | 闪电狗                                                  | 28 декабря 2008 года |                                               |
| Австралия      | Bolt                                                    | 1 января 2009 года   |                                               |
| Бразилия       | Bolt — Supercão                                         | 1 января 2009 года   |                                               |
| Аргентина      | Bolt — Un perro fuera de serie                          | 15 января 2009 года  |                                               |
| Хорватия       | Grom                                                    | 15 января 2009 года  |                                               |
| Австрия        | Bolt — Ein Hund für alle Fälle                          | 22 января 2009 года  |                                               |
| Германия       | Bolt — Ein Hund für alle Fälle                          | 22 января 2009 года  |                                               |
| Гонконг        | Bolt                                                    | 22 января 2009 года  |                                               |
| Швейцария      | Bolt — Ein Hund für alle Fälle (на немецком языке)      | 22 января 2009 года  |                                               |
| Эстония        | Välk                                                    | 23 января 2009 года  |                                               |
| Венгрия        | Volt                                                    | 29 января 2009 года  |                                               |
| Франция        | Volt, star malgré lui                                   | 4 февраля 2009 года  |                                               |
| Швейцария      | Volt, star malgré lui (на французском языке)            | 4 февраля 2009 года  |                                               |
| Греция         | Μπολτ                                                   | 5 февраля 2009 года  |                                               |
| Дания          | Bolt                                                    | 4 февраля 2009 года  |                                               |
| Ирландия       | Bolt                                                    | 6 февраля 2009 года  |                                               |
| Норвегия       | Bolt 3D                                                 | 6 февраля 2009 года  |                                               |
| Швеция         | Bolt                                                    | 6 февраля 2009 года  |                                               |
| Великобритания | Bolt                                                    | 6 февраля 2009 года  |                                               |
| Бельгия        | Volt                                                    | 11 февраля 2009 года |                                               |
| Нидерланды     | Bolt                                                    | 11 февраля 2009 года |                                               |
| Финляндия      | Bolt                                                    | 13 февраля 2009 года |                                               |
| Латвия         | Bulta                                                   | 13 февраля 2009 года |                                               |
| Чехия          | Bolt — Pes pro kazdý prípad                             | 19 февраля 2009 года |                                               |
| Словакия       | Blesk                                                   | 19 февраля 2009 года |                                               |
| Таиланд        | ซุปเปอร์โฮ่ง หัวใจเต็มร้อย                                    | 5 марта 2009 года    |                                               |
| Япония         | ボルト                                                  | 1 августа 2009 года  | (Также известен под названиями Boruto и Bolt) |

### Участие в кинофестивалях и выставках
- Дания (Копенгаген) — CPHPIX Festival — 21 апреля 2009 года (3D-показ)[33]
- Чехия (Прага) — AniFest Film Festival — 3 мая 2009 года[34]
- Аргентина (Мар-дель-Плата) — Кинофестиваль в Мар-дель-Плата (Аргентина) — 7 ноября 2009 года (3D-показ)[35][36]

### Выпуск на DVD и Blu-ray
Анимационный фильм «Вольт» стал первым в мире фильмом, вышедшим на Blu-ray дисках раньше, чем на DVD. Кроме того, впервые фильм сразу создавался для нового типа дисков, а не заново оцифровывался после выхода DVD. Выход на Blu-Ray состоялся 22 марта 2009 года, на DVD — 24 марта 2009 года. Кроме самого мультфильма, на дисках присутствовали дополнительные материалы с документальными фильмами про его создание, музыкальным клипом Майли Сайрус и Джона Траволты. Также присутствовал бонусный короткометражный фильм «Супер Рино». Выход на Blu-Ray со стереоскопической технологией просмотра 3D (Bolt 3D Blu-ray) состоялся 8 ноября 2011 года.

## Реакция

### Кассовые сборы
Анимационный фильм «Вольт» является успешным — при бюджете в $150 млн выручка от проката фильма составила $309 979 994, из них $114 053 579 (36,8 %) составили сборы в США. В первый уик-энд он занял третье место со сборами в $26 223 128 перед фильмами «Сумерки» и «Квант милосердия». На свой второй уикенд занял второе место после фильма «Четыре Рождества». В США и Канаде фильм собрал $114 053 579 по данным на 22 февраля 2009 года. В России мультфильм собрал более 12 млн долларов и занял 4-е место по сборам за пределами США после Великобритании, Франции и Японии. В первые выходные кассовые сборы составили более 120 млн рублей, что позволило ему занять второе место по сборам за этот период. В следующие выходные фильм стал лидером проката, обогнав по сборам «Перевозчик 3» и «Сумерки».

### Отзывы

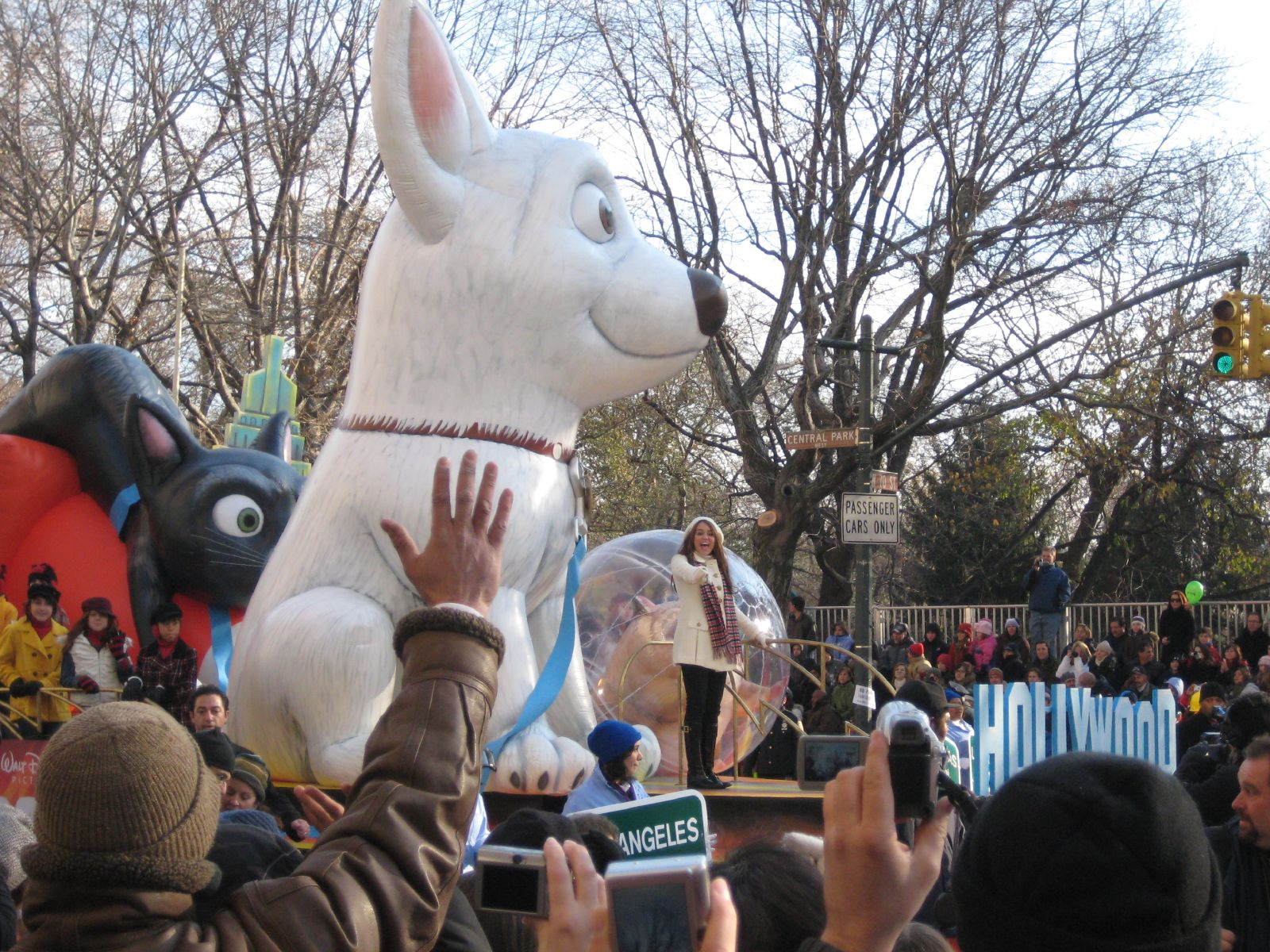
Персонажи мультфильма «Вольт» на параде в честь Дня благодарения. 2008 год

Большинство зрителей и критиков положительно охарактеризовало основную мысль и качество исполнения анимационного фильма «Вольт». Среди различных достоинств проекта были названы присутствие умного, тонкого и понятного юмора, а также отсутствие пошлости. На обзорном тематическом интернет-портале информации и последних новостей кинематографа Rotten Tomatoes, включающем обзоры дипломированных членов разнообразных гильдий писателей и ассоциаций кинокритиков, мультфильм получил 161 положительный отзыв из 181 (88 %), средняя оценка составила 7,2 из 10 На основании более 62 тыс. голосов Интернет-базы данных кинематографа IMDb мультфильм получил в среднем 7,1 балл из 10 возможных. На сайте «Metacritic» рейтинг фильма составил 8,4 балла по версии пользователей и 67 баллов из 100 на основе 29 отзывов кинокритиков.
В США зрители особо отметили комичность ситуации, в которую попал Вольт, интересный энергичный сюжет, согласно которому они увидели два вида реальности — мир съёмочной площадки с её бутафорией и спецэффектами и реальный мир, где всё гораздо серьёзнее, где нет суперспособностей, зато есть понятия дружбы и взаимовыручки. Мультфильм удачно сочетал в себе сюжетные линии, которые заинтересовали как детей, так и взрослых. Разумеется, возможность просмотра фильма в 3D позволила более реалистично почувствовать все преимущества современной анимации. Смесь мощного боевика в начале фильма и душевной комедии с лирическими элементами впоследствии позволила добавить фильм «Вольт» в коллекцию наиболее интересных произведений студии «Дисней».
Известный в США писатель, актёр, композитор и шоумен Джеймс Липтон, озвучивающий в мультфильме амбициозного режиссёра шоу, назвал Вольта первым героем мультфильма, работающим по методу К. С. Станиславского. Роберт Келер из «Christian Science Monitor» сообщил, что при просмотре фильма «Вольт» дети и их родители могут рассчитывать на довольно поучительную историю, интересную всем. Иногда могло казаться, что мультфильм не только о преданном псе, но и о стране, по которой он вынужден был добираться до своей хозяйки. Также Келер отметил схожесть «Вольта» с фильмом «Шоу Трумана» с Джимом Керри в главной роли. Там главный герой также жил в придуманном кинематографистами мире без возможности попасть в реальный мир. Кинокритик из журнала «Entertainment Weekly» Лиза Шварцбаум заметила: хотя сцены с погонями и злодеями в начале мультфильма имеют второстепенное значение в общем повествовании, они оказались более захватывающими и остроумными, чем в фильме «Квант милосердия».
Журналист Элла Тейлор из еженедельника The Village Voice, освещающего культурную жизнь Нью-Йорка, заметила некий подтекст: в детский мультфильм ловко «встроена» линия взрослого повествования. Ясно просматривается двуличие Голливуда, гоняющегося за рейтингами и одержимого «кассой», готового на что угодно ради процентов от сборов. В то же время процесс перехода Вольта к обычной жизни ясно намекает на жизнь простых людей, которые также вынуждены проводить всё время на своей работе и отдавать ей всю жизнь. Критик Дэвид Эдельштейн из светского еженедельника New York Magazine описал путешествие Вольта и его друзей как старомодный рассказ про путешествия и приключения с окончанием, достойным Лесси. В настоящее время в Америке современные голливудские фильмы в погоне за реальностью фактически являются препятствием к этой самой реальности, однако фильм «Вольт» позволяет по-настоящему их отличить.
Журналист из The New York Times Э. О. Скотт назвал фильм «Вольт» настоящим кино — не шедевром, но душевным и продуманным. Он обладает тонкими сентиментальными моментами, аккуратно вписанными в повествование. Не такими грубыми проявлениями, как в «Шреке» и его продолжениях. Мультфильм, как и его главный герой, — дружелюбный, поучительный и не может не понравиться.
Дэн Коис из «The Washington Post» считает, что история, показанная в «Вольте», не нова и страдает «кризисом идентичности» с фильмами, подобными «Шоу Трумана». К тому же имеет место не совсем удачное переключение сюжета с телевизионного стиля боевика на сентиментальную поездку домой.
Корреспондент New York Post Лу Люменик в своей заметке «Новая собака, старые трюки» (англ. New dog, Old Tricks) назвал мультфильм глубоко посредственным, с предсказуемым сюжетом, являющим собой последнее усилие некогда могучей анимационной компании, затменённой своей же дочерней компанией «Пиксар». Много вопросов осталось после просмотра «Вольта», например: почему не было указано, кем и как создавались настоящие лай и рычания собаки, использованные наряду с «человеческим» озвучиванием; почему Вольт не задумывался, куда пропадает Пенни, когда они вне съёмочной площадки.
Кинокритик Майкл Филлипс из Chicago Tribune в критической статье для «MetroMix Chicago» описал присутствующее в фильме сочетание пафоса и беспорядка. История с собакой, подобной американской овчарке, обаятельна, повествование удовлетворительно, но шутки скупы на ум. Студия Дисней могла бы сделать фильм и получше, чем этот, даже в бюджетном варианте.
В России большинство зрителей особо отметило в мультфильме «Вольт» трогательность взаимоотношений между псом Вольтом и его хозяйкой Пенни. Несмотря на то, что в реальном мире Вольт оказался вовсе не супергероем, а обыкновенной собакой, это никак не повлияло на его отношение к Пенни. Внезапная потеря удивительных способностей, навеянных фантастическими сюжетами киностудии, на которой работал Вольт, не помешала ему доказать, что он настоящий герой и готов защищать свою хозяйку, подвергая себя смертельной опасности. Ради неё он проехал через весь континент, постепенно привыкая к нравам и обычаям настоящего мира, в чём ему помогли новые друзья — ироничная бездомная кошка с грустной судьбой и весёлый, неутомимый и бесстрашный хомяк в пластмассовом шаре. Незамысловатый и добрый сюжет мультфильма хоть и не позволил ему стать амбициозным шедевром, но заставил зрителя задуматься о самом важном в жизни: дружбе, взаимовыручке, смелости и преданности. В мультфильме встречаются разные жанры: и боевик, и приключения, и драма, но в целом — он душевный и поучительный.
Российский писатель-сатирик и рецензент Алексей (Алекс) Экслер в мультфильме «Вольт» наблюдал успешную попытку студии «Дисней» догнать другие мультипликационные студии в сфере компьютерной анимации. По его словам, диснеевцы слишком увлеклись обычной рисованной анимацией, реализацией продуктов с собственной символикой и немного отстали в компьютерной анимации. Поэтому в фильме «Вольт» ясно прослеживаются наработки недавно приобретённой студии «Пиксар», а не «Дисней». Однако Экслеру пёс Вольт и кошка Варежка показались не особо симпатичными и плохо проработанными. Ситуацию спасли хомяк Рино и глуповатые голуби, которые оказались полезным юмористическим дополнением к основному сюжету.
Главный редактор и создатель первого независимого российского сайта о кинематографе «КГ» Михаил Судаков отмечал «Вольт» как один из самых добрых, красивых и смешных мультфильмов последних лет. По его словам, все герои, как главные, так и второстепенные, отлично отрабатывают свои роли. Доля нравоучений, присутствующих сейчас в каждом мультфильме, не превышает определённого максимума, но от этого «Вольт» не теряет доброты и трогательности. Судаков замечает, что, скорее всего, люди, имеющие любимых домашних животных, узнают в Пенни себя, а в Вольте — своих любимцев.
Критик с «Афиша. Ру» Роман Волобуев сообщил, что «Вольт» не сможет составить конкуренцию пиксаровскому «ВАЛЛ-И», но простая мимолётная радость, вызванная просмотром, способна оставить след в сердце зрителя.
Генрих Лиговский — создатель и разработчик сайта «Tramvision.ru», посвящённого киноляпам, неточностям и режиссёрским ошибкам, — от мультфильма «Вольт» ожидал худшего[значимость факта?]. На удивление, мультфильм смотрелся легко, порадовала качественная картинка, фильм оказался добротно сделанным и подходящим для зрителей разного возраста. Некоторые «душещипательные» сцены стали для него неожиданностью — Лиговский не ожидал от мультфильма крепкой драматургии. Он также разглядел и несколько неточностей. В одной из сцен начала фильма в логове злодеев проводился телемост между доктором Калико и его соучастником касательно Пенни и её отца. В тёмных очках соучастника отражался экран, на котором главарь давал указания. По идее, отражённое в очках должно быть в зеркальном отображении. В фильме отражение не изменено. Кроме того, были отмечены несоответствие системы светофоров Лос-Анджелеса и Нью-Йорка и процесс разрезания «скотча», которым была заклеена коробка с Вольтом, не позволяющий открыть её показанным способом.
Известный переводчик, писатель и публицист Дмитрий (Гоблин) Пучков оценил «Вольт» как отличный детский мультик. Были некоторые замечания к правильности закадрового русского перевода, однако для детского мультфильма это оказалось несущественным. Гоблин отметил качество анимации и положительно охарактеризовал двойственность сюжетной линии — захватывающий боевик наряду с доброй поучительной историей.

«Снято», смонтировано и озвучено — отвал башки. Атакующие вертолёты, летящие ракеты, десантирующиеся с воздуха злодеи-мотоциклисты, погони в транспортном потоке Матрица-style, адские взрывы — караул. У Майкла Бэя не всегда так получается, и даже агент Джейсон Борн местами утрёт пот. Собственно, цена билета отбивается в первые пять минут просмотра, далее уже сплошные бонусы…— Гоблин

### Номинации
- Премия «Оскар» за лучший анимационный полнометражный фильм (2008 год)[67]
- Премия «Энни» Международной ассоциации анимационного кино ASIFA (2008 год)[68]
- Broadcast Film Critics Association Award for Best Animated Feature (2008 год)[33]
- Chicago Film Critics Association Award for Best Animated Film (2008 год)[69]
- Премия «Золотой глобус» за лучший анимационный фильм (2008 год)[70]
- Online Film Critics Society Award for Best Animated Film (2009 год)[71]
- Kids’ Choice Awards (2009 год)[72]
- Гильдия продюсеров Америки Best Animated Motion Picture (2008 год)[73]
- Премия «Спутник» за лучший анимационный фильм (2008 год)[74]
- Motion Picture Sound Editors (2008 год)[33]
- Visual Effects Society Awards (2008 год)[75]

### Культурное влияние
Ко дню премьеры был выпущен особый сорт десерта под названием «Сандей „Вольт“» (англ. Bolt Sundae), представляющий собой ванильное мороженое с кусочками брауни, с добавлением помадки и карамели. Украшал мороженое шоколадный медальон с фирменной надписью «BOLT».
Вскоре после выхода фильма «Вольт» в прокат в Лондоне в парке Финсбери прошёл «Конкурс на самый громкий Супергавк» (англ. «Superbark Contest»). В конкурсе принимало участие более 50 собак различных пород, и беспородных в том числе. Любопытно, что громче всех гавкнула белая немецкая овчарка по кличке Даз (Daz) из Лондона, очень похожая на Вольта.

## В других СМИ

### Книги
29 октября 2008 года издательством «Chronicle Books» была выпущена книга «The Art of Bolt», в которой повествовалось об истории и процессе создания мультфильма, рассказ о применяемых при этом технологиях, отзывы и комментарии главных действующих лиц. Книга выпущена в твёрдом переплёте на 159 страницах и красочно оформлена. В ней содержится информация о создании графики мультфильма: наброски персонажей, макеты, модели. В ней рассказывается, как пробовались различные композиционные и цветовые решения, и раскрывается роль Джона Лассетера в процессе разработки графики мультфильма. Также в книге есть некоторое количество рабочих кадров из мультфильма. Кроме того, на основании мультфильма вышла в свет обучающая и развлекательная литература для детей.

### Видеоигра
Видеоигра «Вольт», основанная на сюжете фильма, была выпущена 18 ноября 2008 года для Nintendo DS, Wii, PlayStation 2, PlayStation 3, Xbox 360, PC (Windows) и представляла собой динамичный боевик с элементами фантастики. Темой игры является вечернее шоу, в котором принимали участие Вольт и Пенни, сюжет самого мультфильма здесь не используется совсем. Игра была разработана компанией Avalanche Software по заказу «Disney Interactive Studios» Выход игры в России состоялся 11 декабря 2008 года при поддержке компании «Новый Диск».
По сюжету игры Пенни и пёс Вольт спасают её отца, похищенного злодеем доктором Калико. Действие происходит в разных странах, в том числе и в России. Играющий по ходу действия должен исполнять попеременно роли и Пенни, и Вольта. Пенни представляется в игре как специалист по секретным операциям, Вольт использует все свои фантастические способности: Супергавк, лазерный взгляд, суперсилу и др. Игра «Вольт» была положительно оценена как простая, интересная и динамичная. Широкие функциональные возможности позволили включить в себя все известные элементы качественной аркады. Основными недостатками оказались практически полное отсутствие диалогов и каких-либо намёков на основной сюжет мультфильма и недостаточно проработанные крупные планы.